# Rio Furan
O rio Furan (ou Furens) é um pequeno rio no centro da França que é afluente do rio Loire. Corta a cidade de Saint-Étienne e desagua no rio Loire na pequena cidade de Andrézieux-Bouthéon. O seu comprimento é de 34,2 km.
Nasce a 1160 m de altitude na comuna de Le Bessat no departamento de Loire, a 10 km a montante de Saint-Étienne. Desagua no rio Loire pela margem direita, em Andrézieux-Bouthéon.